# Die Mahnung
Die Mahnung (en alemany, L'advertència) és una pel·lícula biogràfica i política en dues parts coproduïda per Bulgària, la RDA i la URSS, filmada el 1981 i dirigida per Juan Antonio Bardem. La pel·lícula es va estrenar l'11 d'octubre de 1982 (Sofia) i 22 d'octubre de 1982 (Berlín). No fou estrenada cinematogràficament a Espanya.

## Trama
L'acció té lloc el 1932. La pel·lícula rastreja les activitats internacionals il·legals de Gueorgui Dimitrov a principis dels anys trenta cap de la III Internacional i la seva defensa al Procés de Leipzig amb càrrecs d'haver incendiat el Reichstag d'Alemanya. S'ha intentat revelar el mecanisme d'acció dels règims dictatorials, independentment de quan i on apareguin

## Repartiment
- Pyotr Gyurov - Gueorgui Dimitrov
- Nevena Kokanova — Lubica Ivoixevitx
- Asen Kisimov -  Duclos
- Boris Lukanov — Vasil Kolarov
- Asen Dimitrov — Marinus van der Lube
- Dobromir Manev — Blagoy Popov
- Alexander Lilov — Vasil Tanev
- Anya Pentxeva — Magdalena
- Velyo Goranov
- Ana Delibasheva
- Ralph Bötner